# Cerocala algiriae
Cerocala algiriae là một loài bướm đêm trong họ Erebidae.